# Burg Szczerba
Die Ruine der Burg Szczerba, deutsch Burg Schnallenstein (auch Burg Schnellenstein; polnisch auch Śnielin), liegt im Habelschwerdter Gebirge (polnisch Góry Bystrzyckie) auf einem felsigen Hügelsporn zwischen den Dörfern Różanka (Rosenthal) und Gniewoszów (Seitendorf). Sie gehört zur Gemeinde Międzylesie (Mittelwalde) im Powiat Kłodzki (Kreis Glatz).

## Lage
Die Burgruine befindet sich etwa zwei Kilometer (Luftlinie) nordwestlich vom Ortszentrum Różanka an einer Biegung der Straße nach Gniewoszów, östlich der Burg schneidet der Bach Höllenflössel die Straße, dabei standen auch zwei Mühlen. Der Hauptzugang zur Burg erfolgte von Nordwesten.

## Geschichte

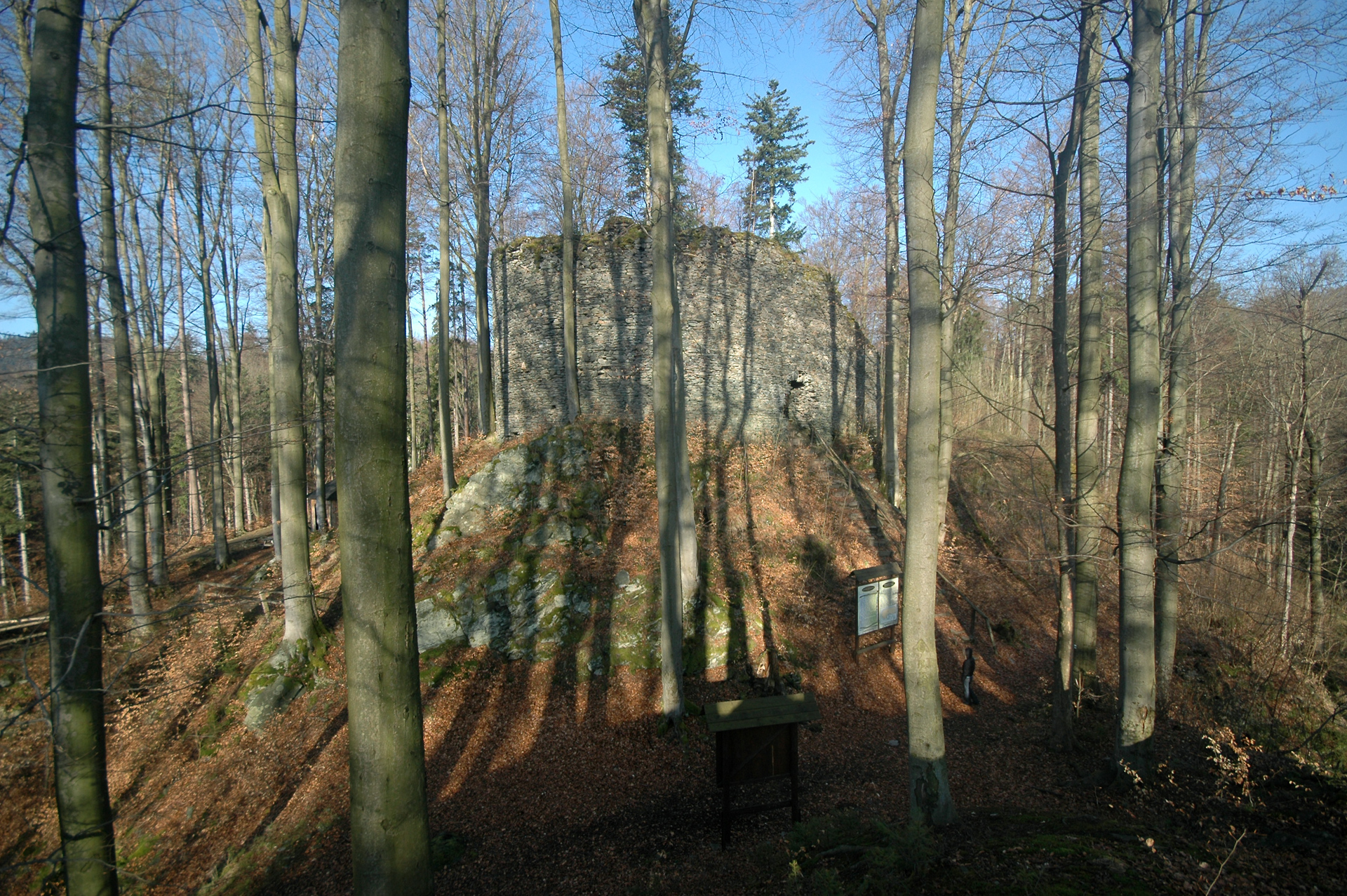
Ruinenreste der Burg Schnallenstein

Die Burg Schnallenstein wurde vermutlich im 11. Jahrhundert vom böhmischen Landesherrn zur Sicherung einer Handelsstraße errichtet, die von Senftenberg in das Neißetal und weiter über Glatz nach Schlesien führte. Erstmals erwähnt wurde sie 1361 als „Snellinsteyne“. Damals gehörte sie dem Otto von Glubos (Glaubitz), der sich Otto von Schnallenstein nannte und dem auch ein Teil von Oberschwedeldorf und Wernersdorf gehörte. Nach seinem Tod um 1400 erbte Schnallenstein, zu dem damals auch Ebersdorf und Langenau gehörten, sein ältester Sohn Bernhard, der noch für das Jahr 1424 als Besitzer von Schnallenstein verzeichnet, der das Amt des Glatzer Landes-Unterhauptmanns bekleidete. Nachdem die Hussiten 1428 die Burg eroberten und zerstörten, wurde sie nicht wieder aufgebaut. Die Burg und die zu ihr untertänigen Dörfer fielen durch Heimfall an den böhmischen König zurück.
Obwohl die Burg nicht wieder aufgebaut wurde, wurde ihr Name wiederbelebt, nachdem der Glatzer Landeshauptmann Michael Wenzel von Althann von der Böhmischen Kammer mehrere Dörfer im Distrikt Habelschwerdt erworben hatte und sie zur Herrschaft Schnallenstein verband. Nachdem sich Rosenthal zum Hauptort dieser Herrschaft entwickelte, wurde sie auch als „Herrschaft Rosenthal“ bezeichnet.